# Urmila Eulie Chowdhury
Urmila Eulie Chowdhury (Shahjehanpur, Uttar Pradesh, Índia, 1923 - Chandigarh, 20 de setembro de 1995), foi uma arquitecta que participou na construção de Chandigarh. É considerada a primeira mulher qualificada como arquitecta da Ásia.